# Cheumatopsyche burgeonia
Cheumatopsyche burgeonia is een schietmot uit de familie Hydropsychidae. De soort komt voor in het Afrotropisch gebied.